# باي-هول
باي هول هو برامج على مستوى لينكس يختص بالإعلانات ومتعقب ومانع ظهور إعلانات التطبيقات إنترنت     ويعمل بمثابة DNS sinkhole (واختياريا كخادم DHCP )، يستخدم على الشبكات الخاصة .  تم تصميمه للاستخدام على الأجهزة المزودة بالشبكات ، مثل Raspberry Pi ،  ولكن يمكن استخدامه على أجهزة أخرى تعمل بنظام Linux وتطبيقات السحابة.    

## التاريخ
تم إنشاء مشروع Pi-hole بواسطة Jacob Salmela كبديل مفتوح المصدر لـ AdTrap   في عام 2014  وتم استضافته على GitHub.  منذ ذلك الحين ، انضم العديد من المساهمين إلى المشروع.

## روابط خارجية
- الموقع الرسمي
- تشغيل Pi-Hole في حاوية عامل ميناء